# Campeonato Europeo de Baloncesto Masculino de 1971
La edición XVII del Campeonato Europeo de Baloncesto se celebró en la República Federal Alemana del 10 de septiembre al 19 de septiembre de 1971. Contó con la participación de 12 selecciones nacionales.
La medalla de oro fue para la selección de la Unión Soviética, que se impuso en la final a Yugoslavia por 69 a 64. La medalla de bronce fue para la selección de Italia.

## Grupos
Los doce equipos participantes fueron divididos en dos grupos de la forma siguiente:
| Grupo A          | Grupo B        |
| ---------------- | -------------- |
| Alemania Federal | Bulgaria       |
| Francia          | Israel         |
| Polonia          | Italia         |
| Rumania          | Yugoslavia     |
| Unión Soviética  | Checoslovaquia |
| España           | Turquía        |

## Primera fase

### Grupo A
| Equipo              | J | G | P | T+  | T-  | DT   | PTS |
| ------------------- | - | - | - | --- | --- | ---- | --- |
| Unión Soviética     | 5 | 5 | 0 | 461 | 303 | +158 | 10  |
| Polonia             | 5 | 4 | 1 | 405 | 376 | +29  | 9   |
| Rumania             | 5 | 3 | 2 | 349 | 368 | -19  | 8   |
| España              | 5 | 2 | 3 | 352 | 412 | -60  | 7   |
| Alemania Occidental | 5 | 1 | 4 | 353 | 385 | -32  | 6   |
| Francia             | 5 | 0 | 5 | 322 | 398 | -76  | 5   |

| Fecha    | Partido         | Partido | Partido             | Resultado |
| -------- | --------------- | ------- | ------------------- | --------- |
| 10.09.71 | Francia         | -       | España              | 66-79     |
| 10.09.71 | Rumania         | -       | Unión Soviética     | 55-83     |
| 10.09.71 | Polonia         | -       | Alemania Occidental | 78-73     |
| 11.09.71 | Rumania         | -       | Francia             | 65-64     |
| 11.09.71 | España          | -       | Polonia             | 70-83     |
| 11.09.71 | Unión Soviética | -       | Alemania Occidental | 91-54     |
| 12.09.71 | Polonia         | -       | Francia             | 91-65     |
| 12.09.71 | Rumania         | -       | Alemania Occidental | 79-69     |
| 12.09.71 | Unión Soviética | -       | España              | 118-59    |
| 14.09.71 | Rumania         | -       | Polonia             | 74-80     |
| 14.10.71 | Unión Soviética | -       | Francia             | 75-63     |
| 14.09.71 | España          | -       | Alemania Occidental | 73-69     |
| 15.09.71 | Unión Soviética | -       | Polonia             | 94-73     |
| 15.09.71 | Rumania         | -       | España              | 76-72     |
| 15.09.71 | Francia         | -       | Alemania Occidental | 64-88     |

Todos los encuentros se disputaron en Essen.

### Grupo B
| Equipo         | J | G | P | T+  | T-  | DT   | PTS |
| -------------- | - | - | - | --- | --- | ---- | --- |
| Yugoslavia     | 5 | 5 | 0 | 434 | 358 | +76  | 10  |
| Italia         | 5 | 4 | 1 | 374 | 329 | +45  | 9   |
| Bulgaria       | 5 | 3 | 2 | 408 | 357 | +51  | 8   |
| Checoslovaquia | 5 | 2 | 3 | 401 | 394 | +7   | 7   |
| Turquía        | 5 | 1 | 4 | 342 | 316 | -74  | 6   |
| Israel         | 5 | 0 | 5 | 408 | 513 | -105 | 5   |

| Fecha    | Partido        | Partido | Partido        | Resultado |
| -------- | -------------- | ------- | -------------- | --------- |
| 10.09.71 | Israel         | -       | Italia         | 68-87     |
| 10.09.71 | Checoslovaquia | -       | Turquía        | 88-69     |
| 10.09.71 | Yugoslavia     | -       | Bulgaria       | 70-69     |
| 11.09.71 | Turquía        | -       | Israel         | 97-88     |
| 11.09.71 | Checoslovaquia | -       | Yugoslavia     | 66-81     |
| 11.09.71 | Italia         | -       | Bulgaria       | 78-69     |
| 12.09.71 | Turquía        | -       | Yugoslavia     | 63-86     |
| 12.09.71 | Israel         | -       | Bulgaria       | 75-98     |
| 12.09.71 | Italia         | -       | Checoslovaquia | 74-60     |
| 13.09.71 | Bulgaria       | -       | Checoslovaquia | 85-74     |
| 13.09.71 | Israel         | -       | Yugoslavia     | 92-118    |
| 13.09.71 | Turquía        | -       | Italia         | 53-67     |
| 14.09.71 | Israel         | -       | Checoslovaquia | 85-113    |
| 14.09.71 | Bulgaria       | -       | Turquía        | 87-60     |
| 14.09.71 | Yugoslavia     | -       | Italia         | 79-68     |

Todos los encuentros se disputaron en Böblingen.

## Fase final

### Puestos del 1 al 4
|  | Puestos del 1 al 4 | Puestos del 1 al 4 |    |        | Final                  | Final |  |
|  |                    |                    |    |        |                        |       |  |
|  |                    |                    |    |        |                        |       |  |
|  |                    |                    |    |        |                        |       |  |
|  | Unión Soviética    | 93                 |    |        |                        |       |  |
|  | Italia             | 66                 |    |        |                        |       |  |
|  |                    |                    |    |        |                        |       |  |
|  |                    |                    |    |        |                        |       |  |
|  |                    |                    |    |        | Unión Soviética        | 69    |  |
|  |                    | Yugoslavia         | 64 |        |                        |       |  |
|  |                    |                    |    |        |                        |       |  |
|  |                    |                    |    |        |                        |       |  |
|  |                    |                    |    |        | Tercer y cuarto puesto |       |  |
|  |                    |                    |    |        |                        |       |  |
|  | Yugoslavia         | 100                |    | Italia | 85                     |       |  |
|  | Polonia            | 75                 |    |        | Polonia                | 67    |  |

### Puestos del 5 al 8
|  | Puestos del 5 al 8 | Puestos del 5 al 8 |    |         | Puesto 5       | Puesto 5 |  |
|  |                    |                    |    |         |                |          |  |
|  |                    |                    |    |         |                |          |  |
|  |                    |                    |    |         |                |          |  |
|  | Rumania            | 67                 |    |         |                |          |  |
|  | Checoslovaquia     | 76                 |    |         |                |          |  |
|  |                    |                    |    |         |                |          |  |
|  |                    |                    |    |         |                |          |  |
|  |                    |                    |    |         | Checoslovaquia | 87       |  |
|  |                    | Bulgaria           | 74 |         |                |          |  |
|  |                    |                    |    |         |                |          |  |
|  |                    |                    |    |         |                |          |  |
|  |                    |                    |    |         | Puesto 7       |          |  |
|  |                    |                    |    |         |                |          |  |
|  | Bulgaria           | 95                 |    | Rumania | 71             |          |  |
|  | España             | 84                 |    |         | España         | 86       |  |

### Puestos del 9 al 12
|  | Puestos del 9 al 12 | Puestos del 9 al 12 |    |        | Puesto 9            | Puesto 9 |  |
|  |                     |                     |    |        |                     |          |  |
|  |                     |                     |    |        |                     |          |  |
|  |                     |                     |    |        |                     |          |  |
|  | Alemania Occidental | 99                  |    |        |                     |          |  |
|  | Israel              | 76                  |    |        |                     |          |  |
|  |                     |                     |    |        |                     |          |  |
|  |                     |                     |    |        |                     |          |  |
|  |                     |                     |    |        | Alemania Occidental | 76       |  |
|  |                     | Francia             | 70 |        |                     |          |  |
|  |                     |                     |    |        |                     |          |  |
|  |                     |                     |    |        |                     |          |  |
|  |                     |                     |    |        | Puesto 11           |          |  |
|  |                     |                     |    |        |                     |          |  |
|  | Turquía             | 60                  |    | Israel | 84                  |          |  |
|  | Francia             | 82                  |    |        | Turquía             | 74       |  |

### Puestos del 9º al 12º
| Fecha    | Partido             | Partido | Partido | Resultado |
| -------- | ------------------- | ------- | ------- | --------- |
| 17.09.71 | Alemania Occidental | -       | Israel  | 99-76     |
| 17.09.71 | Turquía             | -       | Francia | 60-82     |

### Puestos del 5º al 8º
| Fecha    | Partido        | Partido | Partido | Resultado |
| -------- | -------------- | ------- | ------- | --------- |
| 17.09.71 | Checoslovaquia | -       | Rumania | 87-74     |
| 17.09.71 | Bulgaria       | -       | España  | 95-84     |

### Semifinales
| Fecha    | Partido         | Partido | Partido | Resultado |
| -------- | --------------- | ------- | ------- | --------- |
| 17.09.71 | Unión Soviética | -       | Italia  | 93-66     |
| 17.09.71 | Yugoslavia      | -       | Polonia | 100-75    |

### Undécimo puesto
| Fecha    | Partido | Partido | Partido | Resultado |
| -------- | ------- | ------- | ------- | --------- |
| 18.09.71 | Israel  | -       | Turquía | 84-74     |

### Noveno puesto
| Fecha    | Partido             | Partido | Partido | Resultado |
| -------- | ------------------- | ------- | ------- | --------- |
| 19.09.71 | Alemania Occidental | -       | Francia | 76-70     |

### Séptimo puesto
| Fecha    | Partido | Partido | Partido | Resultado |
| -------- | ------- | ------- | ------- | --------- |
| 18.09.71 | Rumania | -       | España  | 71-86     |

### Quinto puesto
| Fecha    | Partido        | Partido | Partido  | Resultado |
| -------- | -------------- | ------- | -------- | --------- |
| 19.09.71 | Checoslovaquia | -       | Bulgaria | 99-76     |

### Tercer puesto
| Fecha    | Partido | Partido | Partido | Resultado |
| -------- | ------- | ------- | ------- | --------- |
| 18.09.71 | Italia  | -       | Polonia | 85-67     |

### Final
| Fecha    | Partido         | Partido | Partido    | Resultado |
| -------- | --------------- | ------- | ---------- | --------- |
| 19.09.71 | Unión Soviética | -       | Yugoslavia | 69-64     |

## Medallero
|                 |            |        |
| Unión Soviética | Yugoslavia | Italia |

## Clasificación final
| 1. - Unión Soviética  |
| 2. - Yugoslavia       |
| 3. - Italia           |
| 4. - Polonia          |
| 5. - Checoslovaquia   |
| 6. - Bulgaria         |
| 7. - España           |
| 8. - Rumania          |
| 9. - Alemania Federal |
| 10. - Francia         |
| 11. - Israel          |
| 12. - Turquía         |

## Trofeos individuales

### Mejor jugadorMVP
- Krešimir Ćosić

## Plantilla de los 4 primeros clasificados
1.Unión Soviética: Serguéi Belov, Aleksandr Belov, Modestas Paulauskas, Anatoly Polivoda, Vladimir Andreev, Priit Tomson, Ivan Edeshko, Alzhan Zharmukhamedov, Zurab Sakandelidze, Mijaíl Korkia, Aleksander Boloshev, Aleksei Tammiste (Entrenador: Vladimir Kondrašin)
2.Yugoslavia: Krešimir Ćosić, Nikola Plećaš, Aljoša Žorga, Vinko Jelovac, Ljubodrag Simonović, Dragutin Čermak, Borut Bassin, Dragan Kapičić, Blagoja Georgievski, Žarko Knežević, Dragiša Vučinic, Davor Rukavina (Entrenador: Ranko Žeravica)
3.Italia: Dino Meneghin, Pierluigi Marzorati, Massimo Masini, Ivan Bisson, Renzo Bariviera, Carlo Recalcati, Ottorino Flaborea, Marino Zanatta, Giulio Iellini, Giorgio Giomo, Luigi Serafini, Massimo Cosmelli (Entrenador: Giancarlo Primo)
4.Polonia: Edward Jurkiewicz, Grzegorz Korcz, Andrzej Seweryn, Jan Dolczewski, Henryk Cegielski, Marek Ladniak, Jerzy Frolow, Janusz Ceglinski, Waldemar Kozak, Miroslaw Kalinowski, Eugeniusz Durejko, Zbigniew Jedlinski (Entrenador: Witold Zagorski)